# Dwarkanath Tagore
Dwarkanath Tagore, född 1795, död 1846, chef för den stora handelsfirman Carr, Tagore & c:o i Calcutta, Indien, och på sin tid en av Indiens ledande affärsmän. På grund av sitt ytterst dyrbara levnadssätt, sina vittomfattande filantropiska intressen - bland annat tog han verksam del i arbetet för införande av förbud mot änkebränningen - och stora hjälpsamhet, åsamkade han sig emellertid så oerhörda skulder, att firman efter hans död sattes under förvaltare.
Far till Devendranath Tagore och därigenom farfar till diktaren och nobelpristagaren Rabindranath Tagore.